# Südostasien aktuell
Südostasien aktuell – Journal of Current Southeast Asian Affairs ist eine seit 1982 erscheinende wissenschaftliche Fachzeitschrift zu politischen, wirtschaftlichen und sozialen Entwicklungen in den Ländern Brunei, Indonesien, Kambodscha, Laos, Malaysia, Myanmar, Osttimor, den Philippinen, Singapur, Thailand und Vietnam.

## Herausgeber
Herausgeber der Südostasien aktuell ist das GIGA Institute of Asian Studies (GIGA Institut für Asien-Studien – IAS) in Hamburg. Die zweimonatlich erscheinende Zeitschrift ist Teil der GIGA Journal Family des GIGA German Institute of Global and Area Studies (Hamburg). Die Redaktion wird von Marco Bünte und Howard Loewen geleitet.
Die GIGA Journal Family wird von der Deutschen Forschungsgemeinschaft (DFG) als Open-Access-Pilotprojekt gefördert. In dem auf zwei Jahre angelegten Projektzeitraum sollen mehrere etablierte sozialwissenschaftliche Fachzeitschriften, darunter auch die Südostasien aktuell, in Open Access Journals überführt und zusätzlich zur Printversion weltweit online angeboten werden.

## Konzept
Südostasien aktuell bietet fundierte Studien und Berichte zu den aktuellen Entwicklungen in den Ländern Südostasiens sowie Informationen über die Regionalorganisation ASEAN und deren Verhältnis zu den Großmächten der Region. Wichtige Ereignisse und Zusammenhänge werden zudem in eingehenden Hintergrundanalysen kommentiert, um den Überblick über die Region zu vervollständigen.
Die wissenschaftlichen Aufsätze werden vor ihrer Veröffentlichung einem doppelt anonymisierten Begutachtungsverfahren (Peer-Review) unterzogen, um die Qualität der Beiträge zu sichern.
Südostasien aktuell wendet sich an Fachleute, die sich in Wissenschaft und Politik, in Wirtschaft, Verwaltung und Medien mit den Ländern Südostasiens befassen. Die Zeitschrift gehört zum Bestand vieler öffentlicher und Universitäts-Bibliotheken etc. im Inland und Ausland und wird zum Beispiel an der Universität Bonn als eine der wichtigsten deutschsprachigen Periodika zu aktuellen Entwicklungen in der asiatischen Region Südostasien eingestuft.